# Заречнев, Геннадий Иванович
Геннадий Иванович Заречнев (1934, Сталинград, Сталинградский край) — мастер прокатного цеха № 2 Макеевского металлургического завода имени С. М. Кирова Министерства чёрной металлургии Украинской ССР, Донецкая область. Герой Социалистического Труда (1975).

## Биография
Родился в 1934 году в семье потомственного металлурга завода «Красный Октябрь» в Сталинграде. Во время оккупации был отправлен вместе с бабушкой и дедушкой в Германию. По пути следования им удалось бежать из конвоя и скрыться в городе Ясиноватая. Позднее его дед Пётр Константинович был расстрелян за содействие партизанам. Воспитывался бабушкой.
В 1957 году окончил металлургический техникум, после которого трудился подручным на вальцовочном стане «350 — 2» в прокатном цехе № 2 Макеевского металлургического завода. Через год освоил специальности вальцовщика и оператора, позднее был назначен мастером стана «350 — 2». Окончил заочное отделение Донецкий политехнический институт.
В последующем руководил перестройкой стана «350 — 2» для производства рессорной полосы для автомобильной промышленности. Все участники реконструкции стана демонстрировали результаты своей работы на Всесоюзной выставке ВДНХ. Продукция, выпускаемая его коллективом, была удостоена государственного знака качества. В период социалистического соревнования за достойную встречу XXIV съезда КПСС коллектив Геннадия Заречного принял повышенное обязательство ежедневно получать десять тонн сверхплановой продукции. За выдающиеся достижения по итогам работы в годы Восьмой пятилетки (1966—1970) был награждён Орденом Ленина.
Во время Девятой пятилетки (1971—1975) коллектив Геннадия Заречнева производила продукцию высокого качества, процент стали второго сорта в его смену был в пять раз меньше, чем в среднем по цеху № 2. Его смена досрочно выполнила коллективное социалистическое обязательство и плановые задания Девятой пятилетки. Указом Президиума Верховного Совета СССР от 18 июля 1975 года удостоен звания Героя Социалистического Труда за «выдающиеся успехи в досрочном выполнении заданий девятой пятилетки и принятых социалистических обязательств» с вручением ордена Ленина и золотой медали «Серп и Молот» (№ 16938).
После выхода на пенсию проживал в Макеевке.
Сочинения
- Заречнев Г. И. Прибыльный минус [Лит. запись П. И. Скубко]. — Донецк: Донбасс, 1978.

Награды
- Герой Социалистического Труда
- Орден Ленина — дважды (30.03.1971; 1975)
- Медаль ВДНХ.